# Programma cosmonautico bulgaro
Il programma cosmonautico bulgaro si riferisce agli sforzi da parte della Repubblica Popolare di Bulgaria di inviare esseri umani nello spazio. L'idea di una missione spaziale con equipaggio bulgaro venne concepita prima del lancio del sovietico Sputnik 1, il primo satellite artificiale della storia. Nel 1964 venne scritta una proposta informale all'Unione Sovietica per inviare un cosmonauta bulgaro nello spazio, ma non venne considerata seriamente dai sovietici. La cooperazione ufficiale spaziale incominciò nel 1966 con la partenza del programma Interkosmos che permise ai Paesi del blocco comunista di usufruire delle tecnologie e strutture spaziali sovietiche.
Sotto l'Interkosmos, la Bulgaria inviò il suo primo cosmonauta, Georgi Ivanov, alla stazione spaziale Saljut 6 e divenne il sesto Paese del mondo ad aver avuto un proprio cittadino nello spazio. Tuttavia, un malfunzionamento nella Sojuz 33 impedì all'equipaggio di atterrare e Ivanov compì solamente 31 orbite intorno alla Terra prima della discesa sicura. Un secondo cosmonauta bulgaro,  Aleksandăr Aleksandrov, trascorse nel 1988 dieci giorni sulla stazione spaziale Mir, eseguendo numerosi esperimenti scientifici.

## Contesto
Il lancio dello Sputnik 1 nell'ottobre del 1957 diede impeto ai primi passi nella ricerca spaziale della Bulgaria. I segnali radio provenienti dal satellite furono studiati dal Centro di misurazioni ionosferiche delle onde radio e di controllo, istituito l'anno precedente. A novembre venne costruita una stazione di tracciamento ottico dello Sputnik 1 sul monte Plana. Influenzato da questi eventi e dalle pubblicazioni della Federazione astronautica internazionale, l'ingegnere Georgi Asparuhov e il capitano dell'aeronautica militare bulgara Dočo Haralampiev decisero di introdurre a un pubblico più ampio le tematiche legate all'esplorazione spaziale. Haralampiev era anche convinto che se un essere umano avesse dovuto volare nello spazio, il candidato avrebbe dovuto essere un pilota in condizioni fisiche e mentali eccellenti. I due incominciarono una serie di incontri con i generali dell'esercito bulgaro, piloti, medici dell'aviazione, ingegneri, membri del Partito Comunista Bulgaro e rappresentanti dell'Accademia bulgara delle scienze.
Di conseguenza, il primo corpo di ricerca spaziale in Bulgaria, la Società astronautica (BAS), fu stabilito a Sofia l'8 dicembre 1957. Il rigido ambiente legale dell'epoca non permise la sua creazione come ente indipendente e venne inizialmente organizzato come la Sezione astronautica dell'Organizzazione di assistenza difensiva. Subito dopo l'istituzione della Società, decine di ingegneri e operai dall'appena chiusa Fabbrica 14 diventarono membri della BAS. La Società aderì alla Federazione astronautica internazionale nel 1958 e nel 1959 venne pubblicato L'organismo umano e il volo interplanetario, il primo libro bulgaro sul volo spaziale umano.
L'intensità della corsa allo spazio aumentò subito dopo il successo della missione sovietica Vostok 1 che nel 1961 rese Jurij Gagarin il primo uomo nello spazio. Nel 1964, il tenente generale comandante in capo dell'aeronautica bulgara Zahari Zahariev discusse con il ministro della difesa sovietico Rodion Malinovskij la possibilità di inviare quattro piloti bulgari, i fratelli Stamenkov, nello spazio. Malinovskij non considerò la richiesta in modo serio, specialmente per la mancanza di veicoli spaziali sovietici capaci di trasportare tutti e quattro i fratelli. L'Unione Sovietica istituì nel maggio del 1966 il proprio corpo di cooperazione internazionale nella ricerca spaziale, noto come il consiglio Interkosmos. Come stato del blocco comunista, la Bulgaria divenne uno dei suoi membri fondatori.

Simbolo del programma Interkosmos.

Il leader bulgaro Todor Živkov ordinò successivamente l'istituzione del Comitato nazionale per la ricerca e l'utilizzo dello spazio nel febbraio dell'anno successivo. Ad aprile, il Comitato divenne membro del consiglio Interkosmos. Alla fine del 1967, il Comitato adottò un programma di attività che includeva la cooperazione tra l'URSS e la Bulgaria nello sviluppo di strumentazioni per satelliti e negli studi sulla fisiologia umana in microgravità. Le attività spaziali furono concentrate successivamente nel 1969 sotto il Gruppo di Fisica Spaziale dell'Accademia delle scienze, che divenne il Laboratorio Centrale di Ricerca Spaziale nel 1974.
La Bulgaria venne attivamente coinvolta in tutti i settori dell'Interkosmos. Gli strumenti venivano posizionati in razzi-sonda Vertikal, molti satelliti della serie Interkosmos, e le attività di controllo da terra furono eseguite in cooperazione assieme all'Unione Sovietica e agli Paesi comunisti del programma. La partecipazione bulgara in missioni Interkosmos con equipaggio era parte del più ampio obiettivo sovietico del programma di assistere gli stati del blocco orientale nella ricerca spaziale. Inoltre, i Paesi membri dell'Interkosmos venivano ampiamente sollevati dai costi finanziari dato che l'URSS finanziava tutte le attività di ricerca e sviluppo, voli e la condivisione delle tecnologie. Gli stati membri avrebbero finanziato solo specifici esperimenti ai quali erano interessati. Quando venne presa la decisione di estendere la cooperazione Interkosmos al volo umano nel 1976, la selezione dei candidati fu resa più semplice grazie a quasi un decennio di cooperazione.

## Volo Interkosmos
La selezione per la seconda classe di cosmonauti Interkosmos in Bulgaria venne effettuata tra il 1976 e il 1977. I piloti bulgari laureati all'Accademia aeronautica di Dolna Mitropoliya tra il 1964 e il 1972 erano candidabili alla selezione e vi partecipò quasi la maggior parte. I candidati furono sottoposti a esami medici da una commissione dell'aviazione e coloro che passarono la prima ispezione furono inviati all'Istituto medico militare superiore a Sofia e sottoposti a diverse settimane di esami in condizioni isolate. Soltanto quattro candidati superarono la seconda fase: Georgi Ivanov Kakalov, Aleksandăr Aleksandrov, Georgi Jovčev e Ivan Nakov. L'ultima parte di esami svoltasi a Mosca nel 1978 confermò Ivanov e Aleksandrov come i più idonei dal punto di vista fisico e furono approvati rispettivamente come prima scelta e riserva.
L'equipaggio della missione di volo Interkosmos era costituita da un esperto cosmonauta sovietico come comandante di volo, e dal cosmonauta ospite che avrebbe avuto il ruolo di ingegnere di volo o cosmonauta ricercatore e avrebbe supervisionato gli esperimenti assegnati e l'equipaggiamento. L'addestramento era meticoloso e intensivo: la prima fase includeva studi teorici, pratica di volo sui jet, simulazioni con assenza di gravità, atterraggi, esercizi fisici e addestramento di recupero su terreni accidentati. La seconda fase era più specifica e concentrata sulla guida della navicella Sojuz e il volo verso la stazione spaziale Saljut.

### Esperimenti
In generale, i voli Interkosmos si concentravano su cinque aree di ricerca principali: fisica spaziale, meteorologia spaziale, comunicazioni, biologia e medicina spaziale e studi sull'ambiente naturale. La missione di Ivanov era concentrata soprattutto sulla fisica spaziale, le comunicazioni e gli studi ambientali. Nel dicembre del 1978, lo Spektar-15, un sistema spettrometrico di fabbricazione bulgara, venne installato sulla replica della Saljut 6 per l'addestramento al Centro d'addestramento cosmonauti Jurij Gagarin e successivamente approvato per l'impiego nello spazio. Gli elementi dello Spektar-15 furono inviati alla Saljut 6 il 14 marzo 1979 con il volo Progress 5, tra questi vi erano un blocco di memoria, l'oculare, le lenti e i filtri. Gli esperimenti di Ivanov con lo Spektar-15 o altre strumentazioni installate precedentemente sulla stazione erano i seguenti:
- Ekvator, per le osservazioni del bagliore atmosferico associato alle anomalie ionosferiche sopra l'equatore
- Poljus, per l'osservazione dell'aurora polare
- Emisija, per lo studio della distribuzione dell'intensità delle principali linee spettrali del bagliore atmosferico
- Svetene, per le osservazioni fotometriche
- Gama-fon, per varie osservazioni astronomiche a raggi gamma per migliorare i progetti di telescopi a raggi gamma
- Oreol, per le osservazioni della levata e del tramonto del Sole per determinare i parametri basilari dell'atmosfera
- Kontrast, per gli studi sui cambiamenti nella risposta in frequenza causati all'interno dell'atmosfera dall'inquinamento vicino ai maggiori centri industriali
- Atmosfera, per gli studi sulle caratteristiche ottiche dell'atmosfera
- Iljuminator, per le misurazioni precise dei cambiamenti delle caratteristiche spettrali della luce proveniente attraverso le finestre della stazione
- Horizont, per l'osservazione fotografica del meridiano solare all'alba e al tramonto
- Terminator, per gli studi sull'atmosfera più esterna
- Biosfera-B, per la raccolta di informazioni per ricerche in campo geologico, geomorfologico, agricolo, forestale e dell'inquinamento
- Balkan, per la fotografia e spettrometria di vari aspetti naturali del territorio bulgaro
- Operator, per la valutazione della dinamica della produttività mentale durante l'adattamento alla microgravità
- Doza, per lo studio sulle dosi di irradiazione in varie parti della stazione spaziale
- Opros, per il proseguimento degli esperimenti fisiologici avviati dalle missioni precedenti ideati per migliorare i sistemi di allenamento dei cosmonauti
- Receptor, per gli studi sul funzionamento dei recettori del gusto in microgravità
- Počivka, un esperimento studiato per migliorare l'organizzazione del riposo nei viaggi spaziali di lunga durata
- Vreme, per gli studi sulle percezioni soggettive del tempo tra i membri l'equipaggio
- Pirin, costituito da cinque esperimenti progettati per osservare l'influenza della microgravità sulla produzione di materiali

Questi dovevano essere eseguiti assieme ai cosmonauti Vladimir Ljachov e Valerij Rjumin. Lo Spektar-15 venne in seguito impiegato dal cosmonauta cubano Arnaldo Tamayo Méndez.

### Volo

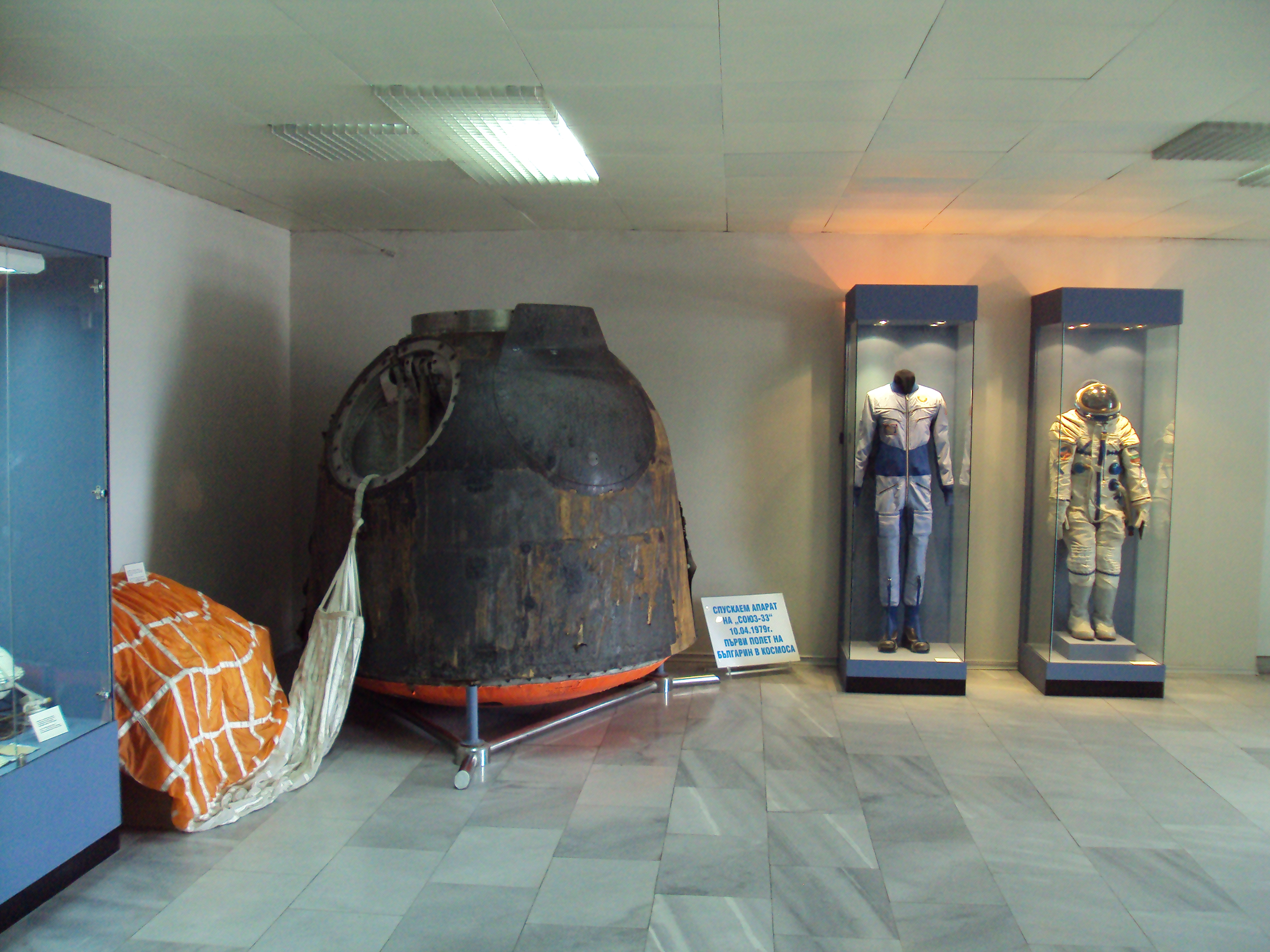
Il modulo di discesa originale della Sojuz 33 con il suo paracadute, vicino alla tuta spaziale Sokol-K di Ivanov e alla sua tuta da lavoro sulla Saljut, esposti al Museo dell'aviazione di Krumovo in Bulgaria.

La Sojuz 33 venne lanciata dal cosmodromo di Baikonur con all'interno Ivanov e il comandante di volo Nikolaj Rukavišnikov il 10 aprile 1979. L'identificativo radio dell'equipaggio era Saturn. Il volo era stato programmato per far avvenire l'attracco alla Saljut 6-Sojuz 32 il 12 aprile, ovvero il Giorno dei cosmonauti. Tuttavia, durante l'avvicinamento alla Saljut, l'ultimo motore ad accendersi durò solamente tre secondi invece di sei e il sistema di agganciamento automatico Igla si spense. Il motore principale della Sojuz ebbe un malfunzionamento e le manovre d'aggancio divennero impossibili da completare. Il membro dell'equipaggio della Saljut Ljachov notò anche un propulsore laterale puntato verso il motore ausiliario durante la mancata accensione del motore principale.
La Sojuz 33 aveva delle risorse per il supporto vitale limitate e l'equipaggio dovette rientrare subito sulla Terra. Il controllo di volo ordinò alla Sojuz di spegnere completamente il motore principale per risparmiare il carburante. Vi erano due opzioni: incominciare la discesa su una traiettoria molto delicata, che avrebbe fatto atterrare la navicella a migliaia di chilometri dal punto di rientro prestabilito, oppure effettuare una violenta discesa che avrebbe sottoposto l'equipaggio a un forte stress gravitazionale. In entrambi i casi, la Sojuz avrebbe fatto affidamento sul motore ausiliario, anche se vennero confermati i suoi danni. L'equipaggio incominciò una rapida discesa e programmarono manualmente il motore ausiliario di restare attivo per 187 secondi, rallentando la navicella abbastanza per portarla in un corridoio d'atterraggio. Rukavišnikov, che aveva eccellenti abilità di comando ed esperienza con i sistemi di volo delle Sojuz, disattivò tutti i programmi di atterraggio automatico. Durante la discesa, sia Ivanov sia Rukavišnikov ebbero il presentimento che il motore ausiliario danneggiato non avesse fornito abbastanza impulso e decisero di tenerlo attivo per altri 25 secondi per ridurre ancora di più la velocità d'atterraggio.
La Sojuz 33 atterrò sorprendentemente vicino al punto d'atterraggio prestabilito, e venne elogiata la gestione della situazione da parte di Rukavišnikov e Ivanov. Tuttavia, l'equipaggio aveva scartato il modulo di servizio con il malfunzionamento del motore e l'ultimo componente dello Spektar-15, un blocco optoelettronico, prima della discesa. Ciò significava che il malfunzionamento non poteva essere esaminato e il nuovo blocco optoelettronico dello Spektar sarebbe stato prodotto per le missioni future. Venne in seguito integrato con successo con il resto della strumentazione sulla Saljut 6 e gli esperimenti bulgari furono avviati nel 1981 dai cosmonauti sovietici. Nonostante le missioni abortite, la Bulgaria divenne il quarto Paese Interkosmos (in ordine dopo Cecoslovacchia, Polonia e Germania Est) e il sesto al mondo ad aver inviato un cittadino nello spazio. Il volo di Ivanov durò 23 ore e un minuto, completando 31 orbite.

## Programma Šipka

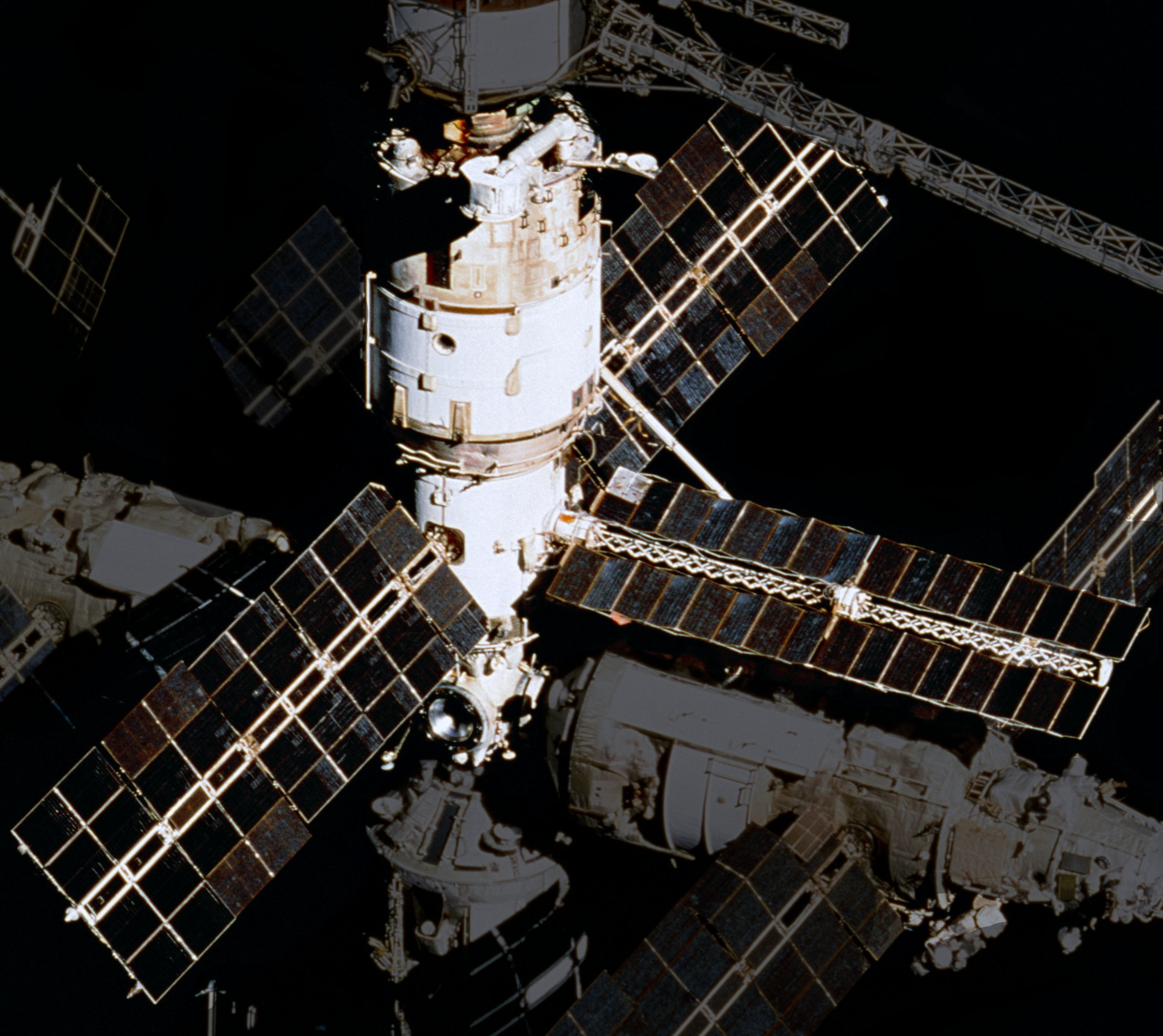
Il modulo centrale della Mir lanciato nel 1986.

Il modulo centrale della stazione spaziale Mir venne lanciato nel febbraio del 1986 e il sistema Spektar-256, successore dello Spektar-15, doveva essere posizionato sulla stazione. Durante una visita ufficiale in Unione Sovietica nel 1986, il ministro della difesa bulgaro Dobri Džurov chiese di inviare nello spazio un cosmonauta bulgaro con l'assistenza sovietica. Ulteriori colloqui con Glavkosmos furono avviati dal direttore del Centro di ricerca spaziale bulgaro, il professor Boris Bonev, e il 22 agosto 1986 venne firmato l'accordo per una missione bulgaro-sovietica. Sebbene l'organizzazione fosse stata similare a quella dei precedenti voli Interkosmos, questa missione si dimostrò un accordo scientifico bilaterale indipendente dal programma Interkosmos. La Bulgaria accettò di finanziare la missione progettando e realizzando la strumentazione necessaria, consegnandola poi all'Unione Sovietica.
La selezione dei candidati incominciò nel novembre del 1986 e coinvolse più di 300 piloti dell'aeronautica bulgara. Il volo venne pianificato per l'estate del 1988 e venne data la preferenza ai candidati con padronanza della lingua russa e dell'informatica per velocizzare le selezioni. Furono scelte dieci persone per i controlli finali da parte di fisiologi sovietici a Sofia. I quattro finali furono Krasimir Stojanov, Nikolaj Rajkov, Aleksandăr Aleksandrov e suo fratello Plamen ma solo i primi tre furono certificati per la missione. Aleksandrov e Stojanov furono selezionati per l'equipaggio come prima scelta e riserva.
I due vennero inviati per l'addestramento in volo al Centro Jurij Gagarin il 10 gennaio 1987. Aleksandrov venne inquadrato per l'addestramento per l'ammaraggio con Vladimir Ljachov e Aleksandr Serebrov a novembre, ma l'equipaggio venne annunciato successivamente per includere invece Anatolij Solov'ëv e Viktor Savinych. Ljachov e Serebrov furono assegnati all'equipaggio di riserva assieme a Stojanov. Il volo e il suo programma scientifico furono nominati Šipka, come l'omonimo passo che fu teatro di una battaglia cruciale tra le truppe ottomane e le forze bulgaro-russe durante la guerra di liberazione della Bulgaria nel 1877.

### Esperimenti
Il programma di ricerca della Šipka comprendeva cinque aree di studi: fisica spaziale, osservazione della Terra, biologia e medicina spaziale, scienze dei materiali e studi dell'equipaggiamento spaziale. Le fabbriche bulgare produssero nove dispositivi, ciascuno in cinque esemplari:
- Complesso astronomico Rožen, un sistema computerizzato costituito da un sensore CCD e un processore dati. La matrice del sensore aveva diversi sistemi di raffreddamento ciascuno per diverse tipologie di osservazioni. Il processore era invece un computer per elaborazione delle immagini in tempo reale. In base al tipo di osservazioni astrofisiche, poteva cambiare tra diversi filtri matematici per raccogliere il maggior numero di informazioni possibili dagli oggetti osservati o dai fenomeni nello spazio profondo. Rožen venne visto come il primo passo in un programma quindicennale per la progettazione e la costruzione di un telescopio integrato nella stazione spaziale per le osservazioni nello spettro del visibile, dell'ultravioletto e dei raggi X
- Paralaks-Zagorka, un intensificatore di immagini per le ricerche fisiche vicino alla Terra. Progettato per osservare specifiche lunghezze d'onda (427,8 nm, diazoto/557,7/630 nm), il suo scopo era quello di aiutare nello studio della distribuzione verticale del bagliore atmosferico e dell'energia delle particelle cariche. Paralaks-Zagorka venne impiegato assieme al Complesso astronomico Rožen
- Terma, un fotometro a impulsi con alta risoluzione temporale e angolare per le osservazioni dei rapidi cambiamenti delle firme ottiche dell'aurora polare, delle nubi madreperlacee e dei fulmini. Terma era costituito da un ricevitore ottico dotato di filtri per l'interferenza, un'unità elettronica digitale e un nodo di controllo. Era installato a una finestra e le informazioni ricevute e processate venivano poi trasferite al computer Zora a una velocità di 20 kB/s. Quando unito a Zora, Terma veniva utilizzato per raccogliere dati su turbolenze e altri fenomeni nell'alta atmosfera. Combinato con il Paralaks-Zagorka, veniva utilizzato per lo studio delle aurore polari
- Spektar-256, creato con le conoscenze costruttive derivate dallo Spektar-15 utilizzato sulla Saljut 6, dallo Spektar-15M sulla Saljut 7 e dall'SMP-32 sul satellite Meteor-Piroda, tutti dispositivi progettati e realizzati sotto l'accademico Dimitar Mišev. Era un sistema a 256 canali utilizzato per osservare la riflettanza di vari oggetti naturali e artificiali sulla superficie terrestre. Come il Terma, lo Spektar-256 era posizionato su una delle finestre della stazione ed era costituito da un blocco optoelettronico e un processore dati. Le informazioni analogiche venivano processate in un codice a 8 bit e dopo trasferite a un disco magnetico

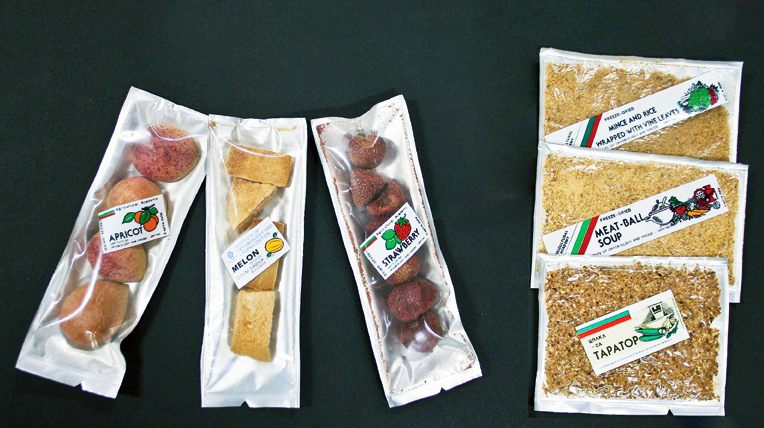
Molti campioni di cibo spaziale identici a questi furono esaminati da Aleksandrov per l'esperimento Vital.

- Liulin, uno strumento per la dosimetria impiegato per monitorare il flusso e l'intensità delle radiazioni sulla stazione nel intervallo compreso tra i 100 keV e i 50 MeV
- Doza-B, un set per la dosimetria costituito da rilevatori in biomateriali e impiegato per monitorare le radiazioni sulla stazione
- SON-3, utilizzato per monitorare i ritmi circadiani e i parametri del sonno nelle condizioni spaziali. Poteva registrare fino a 12 ore di dati su nastro magnetico
- Pleven 87, un set integrato di strumenti medici consistenti di un sistema di microprocessori, un'unità di stimolazione e un pannello di controllo. Il Pleven 87 venne utilizzato in 15 studi differenti sulle funzioni motorie e sensoriali, sulle dinamiche dell'attenzione durante varie attività fisiche e mentali, sulla serenità e l'affidabilità operativa dei cosmonauti. Il set era interamente automatizzato e forniva la visualizzazione di tutti i dati
- Zora, un computer da missione utilizzato sia per elaborare i dati da altre strumentazioni sia per effettuare ulteriori esperimenti sulla base dei risultati. Impiegava un sistema principale a 16 bit e un'unità secondaria a 8 bit per interfacciarsi con altri dispositivi, una tastiera e un display al plasma.

Tutti i dispositivi di fabbricazione bulgara furono installati sulla Mir una settimana prima del volo di Aleksandrov. La strumentazione funzionò meglio di quanto previsto dai test. Aleksandrov affermò in seguito che l'informatizzazione degli esperimenti aumentò in maniera significativa l'efficienza dato che i risultati venivano generati in tempo reale e gli esperimenti potevano essere ripetuti per verificare le informazioni. Soprattutto, Aleksandrov dovette eseguire dozzine di attività di ricerca relative al mezzo interstellare, al centro galattico della Via Lattea e delle galassie vicine, all'orientamento con le stelle come riferimenti, alla sintesi di materiali in microgravità, alla cristallizzazione, alle funzioni muscolari, vestibolari e oculari. Aleksandrov continuò a lavorare anche sugli esperimenti pianificato per il volo di Georgi Ivanov (come Kontrast-2 e Iljuminator-2) ed esaminò le proprietà del cibo spaziale realizzato in Bulgaria.

### Volo

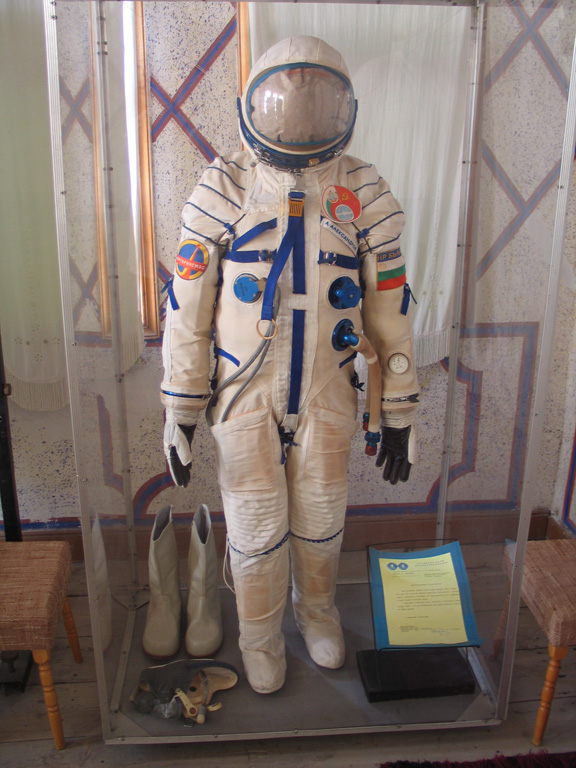
La tuta spaziale Sokol di Aleksandrov.

La data originale del lancio era stata fissata per il 21 giugno 1988 ma, ad aprile dello stesso anno, venne anticipata al 7 a causa dei cambiamenti nell'orbita della stazione provocati dai motori della navetta di rifornimenti Progress 36. Inoltre, una data ancora più vicina avrebbe inoltre fornito delle condizioni di luce migliori per l'esperimento Rožen. L'identificativo radio dell'equipaggio era Rodnik. I controlli di volo furono garantiti dal TsUP come anche dal nuovo Centro situazionale di Stara Zagora in Bulgaria.
Rispetto ai precedenti lanci dove l'evento veniva registrato e trasmesso solo in caso di successo, quello di Aleksandrov venne trasmesso in diretta sulla televisione sovietica. Il lancio avvenne il 7 giugno alle 18:03 ora di Mosca sulla Sojuz TM-5, con Solov'ëv come comandante di volo, Savinych come ingegnere di volo e Aleksandrov come cosmonauta ricercatore. In quel periodo, la Mir ospitava Musa Manarov e Vladimir Titov, fino al 21 dicembre 1987. Alle 18:02:22 del 9 giugno, la TM-5 incominciò le manovre di avvicinamento sulla sua trentatreesima orbita. Alle19:40, la TM-5 aveva già stabilito il contatto radio e per le trasmissioni televisive, ed era situata a 400 metri dalla Mir. Nove minuti dopo, venne avviata la diretta televisiva dell'avvicinamento. La TM-5 si agganciò alla Mir alle 19:55 mentre alle 20:12 incominciò il bilanciamento delle pressioni. Tutti i portelli furono aperti alle 21:25 e l'equipaggio della Sojuz si trasferì nella Mir alle 21:27.
Aleksandrov eseguì più di 56 esperimenti durante i suoi nove giorni di permanenza sulla stazione. Durante l'esperimento SON-K, confermò il normale flusso di tutte le tre fasi del sonno non REM. Aleksandrov partecipò anche a una teleconferenza con il capo di stato Todor Živkov trasmessa in diretta sulla televisione nazionale bulgara. Nella mattina del 17 giugno, Solov'ëv, Savinych e Aleksandrov incominciarono le procedure di rientro a Terra con la Soyuz TM-4. Si separò dalla Mir alle 10:18 e incominciò la partenza; l'accensione dei propulsori di rientro avvenne alle 13:22:37 e il modulo di discesa entro nell'atmosfera alle 13:50. La navicella atterrò alle 14:13 a circa 205 km a sudest di Zhezkazgan.

## Stato attuale
Dopo il volo di Aleksandrov, la Bulgaria continuò a progettare, produrre e spedire strumentazioni alla stazione Mir. Gli strumenti di classe Liulin sviluppati inizialmente per il volo di Aleksandrov vengono utilizzati oggi sulla Stazione spaziale internazionale e sull'ExoMars Trace Gas Orbiter. Il sistema bulgaro SVET per la crescita delle piante venne installato successivamente sulla Mir e impiegato per far crescere per la prima volte nello spazio grano e verdure.
Dopo il crollo del comunismo e gli ingenti tagli ai finanziamenti scientifici, il programma cosmonautico della Bulgaria venne abbandonato e molte delle infrastrutture caddero in disuso o abbattute. Nel 2011, Georgi Ivanov sollecitò il governo a riavviare il programma dei voli spaziali con equipaggio. Krasimir Stojanov insinuò che gli strumenti di monitoraggio della crescita delle piante e dei livelli di radiazioni avrebbero permesso a un cosmonauta bulgaro di partecipare a una futura missione con equipaggio su Marte, con l'eventuale supporto del governo.
Nonostante l'attuale assenza di un programma cosmonautico, una riproduzione della Sojuz-TMA per l'addestramento è ancora funzionante e operativa al Centro aerospaziale e Planetario del Complesso educativo Jurij Gagarin a Kamchiya, vicino a Varna.

## Missioni
| Missione   | Data del lancio |  | Prima scelta           | Riserva                | Durata     | Stazione                         | Esperimenti       | Simbolo missione |
| ---------- | --------------- |  | ---------------------- | ---------------------- | ---------- | -------------------------------- | ----------------- | ---------------- |
| Sojuz 33   | 10 aprile 1979  |  | Georgi Ivanov          | Aleksandăr Aleksandrov | 1g 23h 1m  | Saljut 6 (agganciamento fallito) | 24 (non eseguiti) |                  |
| Sojuz TM-5 | 7 giugno 1988   |  | Aleksandăr Aleksandrov | Krasimir Stojanov      | 9g 20h 10m | Mir                              | più di 56         |                  |